# Радзиховский, Леонид Александрович
Леони́д Алекса́ндрович Радзихо́вский (род. 1 ноября 1953, Москва) — советский и российский публицист и учёный-психолог, журналист. Кандидат психологических наук. Член Союза писателей Москвы. Лауреат премии «Союза журналистов России» (1991). В некоторых публикациях использовал псевдоним «Борис Суварин».

## Биография
Родители — Александр Яковлевич Фриденштейн, гистолог и иммунолог, член-корреспондент АМН СССР; мать — Раиса Моисеевна Радзиховская (1922—?), иммунолог, автор монографии «Некоторые закономерности противоопухолевого иммунитета» (М.: Медицина, 1971).
После окончания московской «Второй школы» поступил на факультет психологии МГУ, который закончил в 1975 году. Затем работал в НИИ общей и педагогической психологии АПН СССР (сейчас — Институт психологии РАО). Кандидат психологических наук (диссертация под названием «Основные этапы научного творчества Л. С. Выготского» защищена под научным руководством В. В. Давыдова в НИИ общей и педагогической психологии АПН СССР в 1979 году), опубликовал несколько десятков работ по истории, теории и методологии психологии. В качестве ученого секретаря участвовал в подготовке к публикации многотомника трудов Л. С. Выготского. В ходе работы над собранием сочинений Выготского написал вводную главу к первому тому, опубликованную в 1982 году под именем академика А.Н. Леонтьева. С конца 1980-х гг., параллельно с научной работой, начал публиковать статьи, сначала в «Учительской газете», затем в газете «Куранты» и журнале «Столица», других СМИ.
В 1992—1993 годах — политический обозреватель 1-го канала Останкино. В 1995 — политический обозреватель радиостанции «Эхо Москвы». 5 апреля 1995 стал депутатом Госдумы 1-го созыва, заменив Кирилла Игнатьева. Был членом парламентской фракции «Выбор России», членом комитета Госдумы по делам СНГ и связям с соотечественниками. С декабря 1995 по 1997 год — политический обозреватель журнала «Огонёк».
В 1996 году — спичрайтер кандидата в президенты РФ Александра Лебедя. В 1997 году — политический обозреватель газеты «Сегодня».
Один из наиболее известных российских специалистов по креативным разработкам в избирательных кампаниях. Участвовал в кампаниях по выборам в Государственную Думу 1993 г. («Выбор России»), 1995 г. (движение «Наш дом — Россия», НДР), 1999 г. (НДР), 2003 г. (Союз правых сил, Народная партия), Президента РФ 1996 г. (кандидат А. Лебедь), региональных избирательных кампаниях. Автор ставшего классическим слогана «Есть такой кандидат, и ты его знаешь».
С 2000 года выступает как свободный журналист, сотрудничает с рядом СМИ.
Колумнист газет «Сегодня», «Куранты», «Демократическая Россия», «Собеседник», «Газета выборча» (Польша), «Новое русское слово» (США), «Еврейское слово» (Москва), журналов «Огонёк» и «Итоги». Публиковался в «Известиях», «Независимой газете», «Московских новостях», «Советской культуре», «Вечерней Москве», журнале «Век XX и мир», «Лехаим», «Ежедневном журнале», газете «Версии». Регулярно выступал на радиостанциях «Эхо Москвы» и «Радио Свобода».
С 2003 года — колумнист правительственной «Российской газеты».
Лауреат премии «Человек года» Федерации еврейских общин России (2005).
Вёл блог на сайте радио «Эхо Москвы».

## Общественная позиция
13 марта 2014 года в своём блоге на радио «Эхо Москвы» Радзиховский высказал свою точку зрения по поводу предстоящего крымского референдума, упомянув что «Чем ближе „референдум“ с заранее известным результатом — тем менее понятен результат этого референдума! …проблемы Крыма — ничто по сравнению с той ЦЕНОЙ, которую Россия должна будет уплатить за радость … заполучить эти проблемы! Цена проста — РЕПУТАЦИЯ АГРЕССОРА И ЗАХВАТЧИКА».
7 мая 2014 года в интервью программе «Особое мнение» на радио «Эхо Москвы» Радзиховский подверг резкой критике Россию за её внешнюю политику по отношению к Украине, сказав что «…Россия нарушила свои обязательства, то есть, попросту говоря, обманула Украину элементарно. Подписывала договор о дружбе, где гарантировала неприкосновенность, территориальную целостность, обманула. Получила от Украины ядерное оружие и потом захватила Крым…».

## Цитаты
- «Сила же (да, пожалуй, и весь смысл) демократии именно в том, что в ней придуман механизм постепенного выпускания пара. Свобода слова не дает гневу народа накапливаться»[10].
- «При демократии люди надеются на перемены, надеются на капитализм, на рынок, на помощь Запада.  При авторитарном они ни на что <...> не надеются»[10].
- «„Историю делают за деньги“. Это наивный цинизм подростка, знающего жизнь по сериалам»[11].

## Публикации

### На английском языке
- Radzikhovskii, L. (2020). Reminiscence about future Marxist psychology: One hundred years of solitude. In: Yasnitsky, A. (Ed.). A History of Marxist Psychology: The Golden Age of Soviet Science, 25-57. London and New York: Routledge.
- Radzikhovskii, L. A. (1992). The historical meaning of the crisis in psychology. Russian Social Science Review, 33(1), 70-93.
- Radzikhovskii, L. A. (1991). Dialogue as a unit of analysis of consciousness. Soviet Psychology, 29(3), 8-21.
- Radzikhovskii, L. A. (1987). Activity: Structure, genesis, and unit of analysis. Soviet psychology, 25(4), 82-98.
- Radzikhovskii, L. A. (1986). The dialogic quality of consciousness in the works of MM Bakhtin. Soviet Psychology, 25(2), 3-28.
- Davydov, V. V., & Radzikhovskii, L. A. (1985). Vygotsky’s theory and the activity-oriented approach in psychology. Culture, communication and cognition: Vygotskian perspectives, 35-65.
- Radzikhovskii, L. A. (1984). Activity: Structure, genesis, and units of analysis. Soviet psychology, 23(2), 35-53.
- Radzikhovskii, L. A., & Khomskaya, E. D. (1981). AR Luria and LS Vygotsky: Early years of their collaboration. Soviet Psychology, 20(1), 3-21.

### На русском языке (в журналеВопросы психологии)
- Радзиховский Л. А. Георгий Иванович Челпанов —  организатор Психологического института // Вопросы психологии. — 1982. — № 5
- Радзиховский Л. А. Проблема диалогизма сознания в трудах М.М. Бахтина — 1985. № 6. С. 103—116.
- Никольская А. А., Радзиховский Л. А.: Развитие возрастной и педагогической психологии в СССР за 70 лет Советской власти 87’1 с.5
- Радзиховский Л. А.: Воспитание чувства социальной ответственности у подростков 87’1 с.182
- Радзиховский Л. А.: О практической деятельности в области психологии 87’3 с.122
- Радзиховский Л. А.: Дискуссионные проблемы марксистской теории в советской психологической науке 88’1 с.124
- Равич-Щербо И. В., Радзиховский Л. А., Розин М. В.: Системно-деятельностный подход в психологии личности 88’1 с.177
- Радзиховский Л. А.: Изучение психологических особенностей неформальных молодёжных объединений 88’4 с.182
- Радзиховский Л. А.: Теория Фрейда: смена установки 88’6 с.100
- Орлов А. Б., Радзиховский Л. А.: Странные мотивы, или дань прошлому 89’2 с.164
- Радзиховский Л. А.: Логический анализ и проблема понимания в психологии 89’5 с.99
  - см.